# Tachyphyle pigraria
Tachyphyle pigraria is een vlinder uit de familie van de spanners (Geometridae). De wetenschappelijke naam van de soort is voor het eerst geldig gepubliceerd in 1830 door Wichers & Scheller.